# Bahnhof Dresden Flughafen
Der Bahnhof Dresden Flughafen ist der Flughafenbahnhof von Dresden. Der Bahnhof wurde am 25. März 2001 zusammen mit der 1,15 km langen Verlängerung der Bahnstrecke Klotzsche–Grenzstraße zum Flughafen Dresden eröffnet. Der Bahnhof war der erste und bis zur Eröffnung des Leipziger City-Tunnels einzige Tiefbahnhof Sachsens.

## Beschreibung

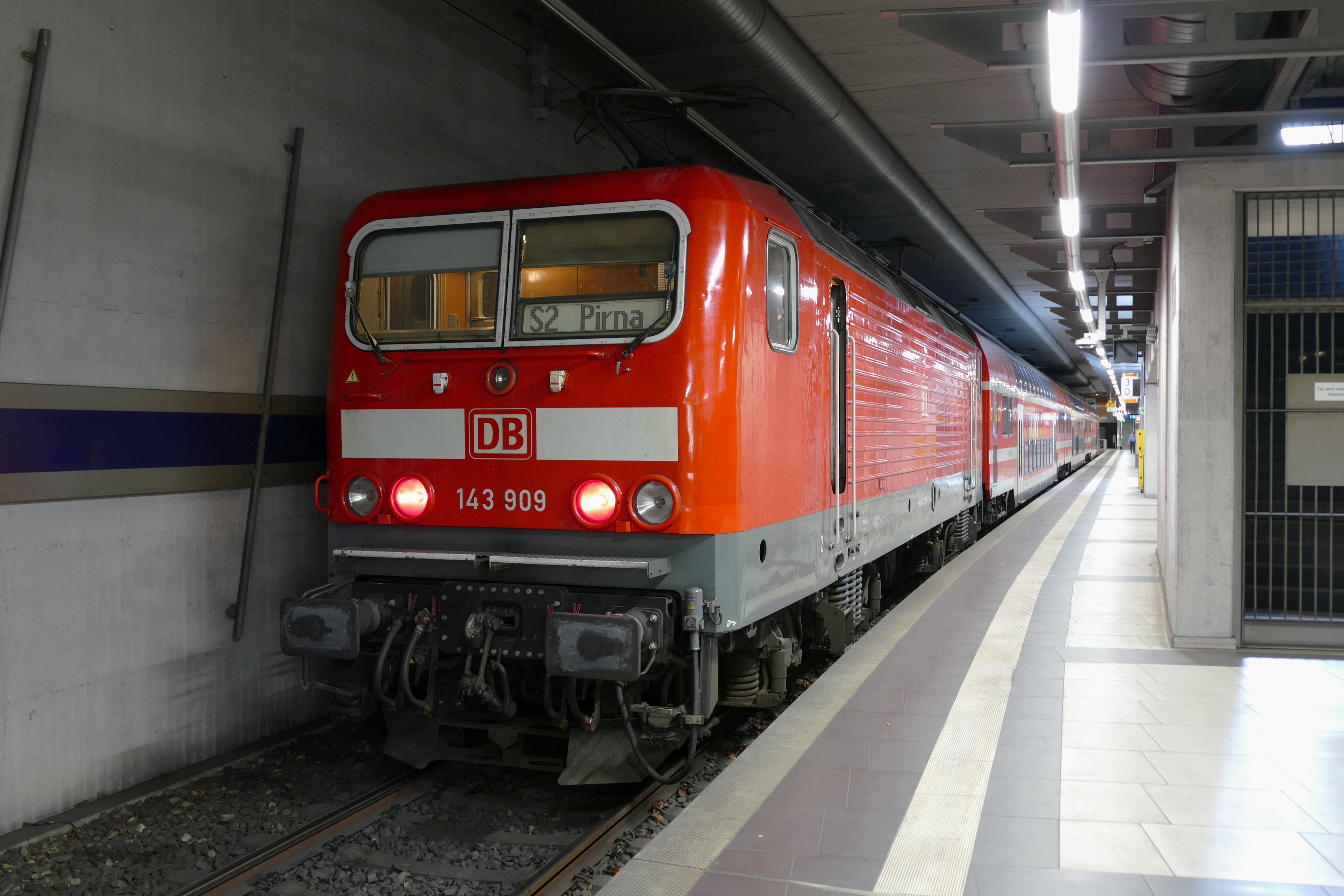
143 909 mit S 2 nach Ankunft in Dresden Flughafen (Juli 2023)

Aufgrund des gestiegenen Fluggastaufkommens nach der Wende wurde mit einem Neubau eines Flughafenterminals begonnen. Dieses sollte in Tieflage einen Bahnhof erhalten.
In das Flughafenterminal, das den Bahnhof einschließt, wurden 220 Millionen Euro investiert. Der Freistaat Sachsen förderte den Bahnanschluss des Airports mit fast 50 Millionen Euro.
Baubeginn für den Bahnanschluss des Flughafens war am 30. Juli 1998. Bis Sommer 1999 war der aus Betonfertigteilen errichtete Tunnel fertig gestellt. Der an die eingleisige Strecke angeschlossene zweigleisige Kopfbahnhof wurde mit einem 55 cm hohen Mittelbahnsteig und zwei 140 m langen Bahnsteigkanten ausgerüstet. Mit Fertigstellung der Anschlussstrecke und des neuen Terminals am 25. März 2001 wurde der Kopfbahnhof eröffnet. Der Bahnhof liegt im Untergeschoss des Terminals (Ebene K) und ist mit diesem über Treppen, Rolltreppen und Aufzüge verbunden. Daneben existiert als Notausgang ein weiterer Treppenzugang im nördlichen Bereich des Bahnsteiges.
Der Bahnhof besaß nach seiner Fertigstellung zunächst keine elektrischen Fahrleitungen. Für den Betrieb mit Dieseltriebwagen erhielten die Gleise Abgasabsaugvorrichtungen. Zwischen Bahnhof und Flughafenterminal besteht eine Brandabschottung, die im Gefahrenfall geschlossen werden kann.
Erst im Dezember 2004 wurden die Gleise im Bahnhof mit Deckenstromschienen für den elektrischen Eisenbahnbetrieb ausgestattet. Seit dieser Zeit verkehren statt der Dieseltriebwagen lokbespannte Wagenzüge mit elektrischer Lokomotive zum Flughafen.
Im aktuell gültigen Flächennutzungsplan der Stadt Dresden wird im südwestlichen Bereich des Bahnhofs eine Trasse für eine Weiterführung der Bahnstrecke freigehalten. Mit dieser Verbindung soll vom Bahnhof Dresden-Industriegelände aus eine Schleife über den Flughafen gebaut werden, die in die Strecke Dresden–Görlitz Richtung Osten mündet. Konkrete Pläne zur Umsetzung dieses Vorhabens existieren nicht.

## Verkehrsangebot
DB Regio bedient den Bahnhof durch die S-Bahn-Linie S 2 mit täglich 78 Zugfahrten im 30-Minuten-Takt. Die Fahrzeit vom Flughafen nach Dresden Hbf beträgt 21 Minuten; bis Pirna 46 Minuten.
Im Stadtverkehr bestehen Verknüpfungen zu den Buslinien der Dresdner Verkehrsbetriebe 80 (Bahnhof Dresden-Klotzsche – Flughafen Dresden – Omsewitz; 20-Minuten-Takt) und 77 (Klotzsche-Infineon – Flughafen Dresden – Industriegebiet Nord – Marsdorf; 10/20-Minuten-Takt).